# Svíčková

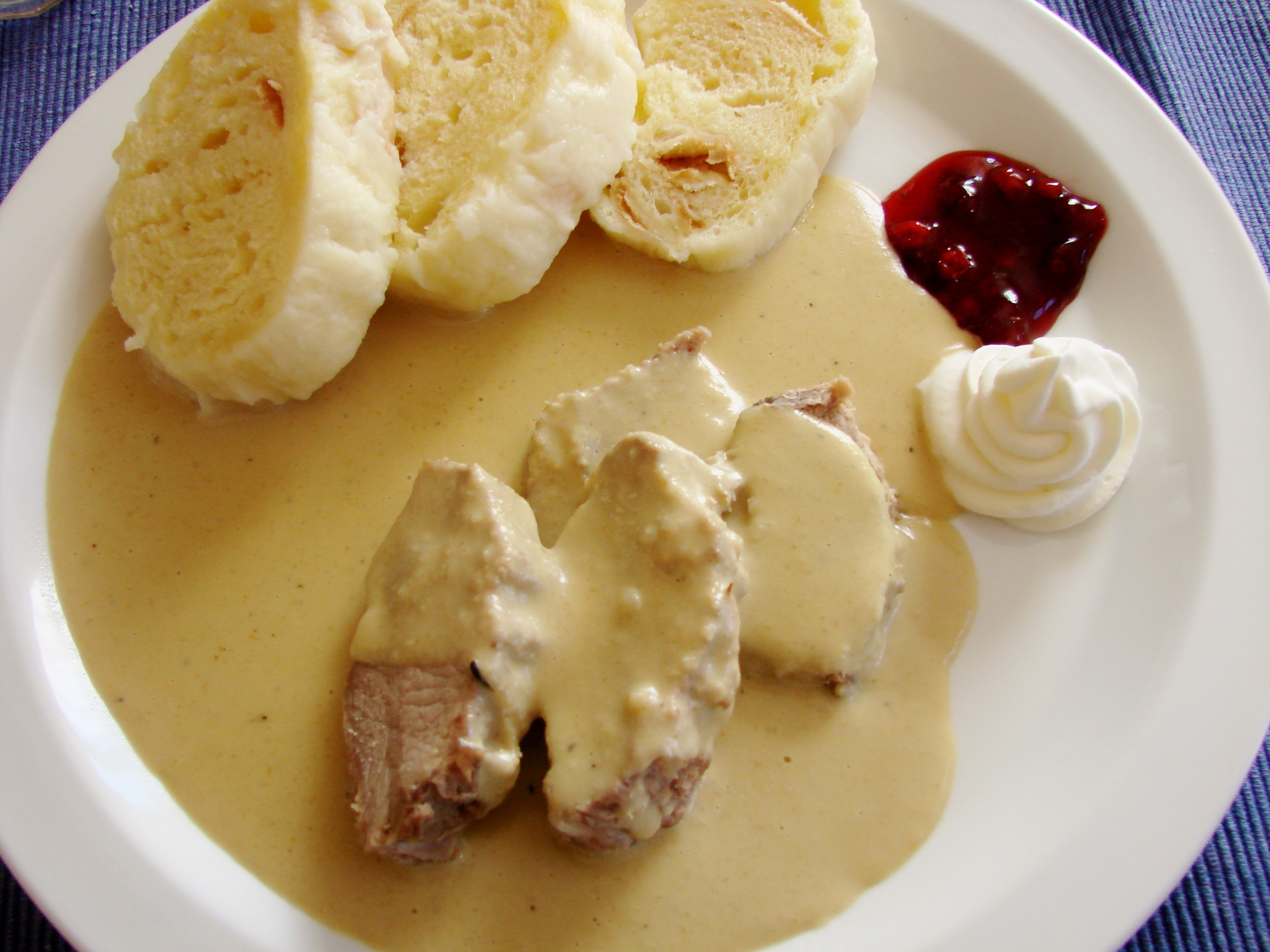
Svíčková na smetaně

Svíčková na smetaně (deutsch „Lendenbraten auf Rahm“), kurz Svíčková, ist ein traditionelles Gericht der böhmischen Küche.
Traditionell wird Rinderfilet (tschechisch svíčková) verwendet, heute jedoch meistens anderes Bratenfleisch vom Rind. Die spezielle sämige Sauce wird aus gemeinsam mit dem Fleisch geschmortem Gemüse (Zwiebel und Wurzelgemüse wie Karotten, Sellerie, Petersilienwurzel und Pastinaken) zubereitet. Das Gemüse wird passiert und mit Sahne aufgekocht. Zur Geschmacksverfeinerung kann das Fleisch zuvor einige Tage mariniert werden. Dazu wird das Fleisch gespickt, mit zerlassener Butter übergossen und mit dem Gemüse, Pfefferkörnern und Lorbeerblatt in einer Kasserolle kalt abgestellt.
Das Fleisch wird in portionsgerechten Stücken oder in dünnen Scheiben angerichtet und mit der Sauce, Schlagsahne, Preiselbeeren und Zitrone serviert. Als Beilage werden Böhmische Knödel gereicht.
Aufgrund des  hohen Preises für das Rinderfilet ist es auch in der Gastronomie verbreitet, anderes Rindfleisch zu servieren. Diese Version heißt falešná svíčková (deutsch „Falscher Lendenbraten“), meistens wird hierfür Buglende verarbeitet.

## Name
Die Rinderlende heißt auf Tschechisch svíčková, ein von „Kerze“ abgeleitetes Adjektiv. Daher rührt die gelegentliche irrtümliche Übersetzung ins Deutsche als „Kerzenbraten“. Die Bezeichnung geht möglicherweise auf eine Bedeutungsübertragung vom Nierenfett für die Herstellung von Kerzentalg zurück.